# Máquina Wang-b
Concebida por Hao Wang (1954, 1957), a simples máquina B é um simples modelo computacional equivalente a Máquina de Turing.Esta é "a primeira formulação da teoria da máquina de turing utilizando computadores como modelo" (Minsky (1967) p. 200). Com apenas 4 instruções, ela é bem similar, porém sendo mais simples, as 7 instruções da Post-Turing machine. Com a mesma finalidade, Wang introduziu uma variedade de máquinas equivalentes, incluindo a nomeada por ele de Máquina-B, que é a Máquina-B com uma instrução "apagar" adicionada ao conjunto de instruções

## Descrição
Definida por Wang (1954) a Máquina-B possui apenas 4 instruções:
- (1) → : Move a cabeça da fita para a direita (ou move a fita para a esquerda), então continua para a próxima instrução seguindo a sequencia numérica;
- (2) ← : Move a cabeça da fita para a esquerda (ou a fita para a direita), então continua para a próxima instrução seguindo a sequencia numérica;
- (3) * : Marque * na posição atual da fita, então continue para a próxima instrução seguindo a sequência numérica;
- (4) Cn: Salto condicional para a instrução "n": Se a posição atual da fita está marcada, então vá para a instrução "n" se não estiver marcada continue para a próxima instrução seguindo a sequencia numérica

Uma simples instrução de uma Máquina-B (p. 65):
1. *,  2. →,  3. C2,  4. →,  5. ←
Ele reescreve isto como uma coleção de pares ordenados:
{ ( 1, * ), ( 2, → ), ( 3, C2 ), ( 4, → ), ( 5, ← ) }
A máquina-W de Wang é uma Máquina-B simples, com uma instrução adicional
- (5) E : Na posição atual da fita, apague a marcação * (se existe), então continue para a próxima instrução seguindo a sequência numérica.